# Бонвиль, Никола де
Никола де Бонвиль (13 апреля 1760 года, Эврё — 9 ноября 1828 года, Париж) — французский политический деятель, участник Великой Французской революции, поэт и публицист.
Происходил из дворянского рода, до Великой Французской революции имел адвокатскую практику в Париже, занимался литературной деятельностью, увлекался идеями масонства и Жан-Жака Руссо.
Во время революции возглавлял объединения «Социальный кружок» (фр. Cercle social), которое было основано им в 1789 году вместе с аббатом Клодом Фоше, и «Всемирную федерацию друзей истины» (основана в 1790 году), деятельность которых способствовала развёртыванию народного движения. В газете «Железные уста» (1790—1791, фр. La Bouche de fer), которую издавал «Социальный кружок», Бонвиль защищал интересы бедноты, пропагандировал идею равенства и всеобщего перераспределения собственности и земли. Фактически его эгалитарные идеи стали предвестием утопического социализма первой половины XIX века.

В сентябре 1792 года выступил против якобинцев и в 1793—1794 годах дважды арестовывался. После Термидорианского переворота безуспешно пытался возобновить пропаганду идей социального равенства. В последние годы жизни, не участвуя в политике, был букинистом в Париже.